# Crocidura flavescens
Crocidura flavescens är en däggdjursart som först beskrevs av Isidore Geoffroy Saint-Hilaire 1827.  Crocidura flavescens ingår i släktet Crocidura och familjen näbbmöss. IUCN kategoriserar arten globalt som livskraftig. Inga underarter finns listade i Catalogue of Life.

## Utseende
Arten når en kroppslängd (med svans) av cirka 15,6 cm, en svanslängd av ungefär 5,1 cm och en vikt omkring 24 g. Pälsen är på ovansidan brun till ljusbrun och på undersidan ännu ljusare. Pälsen på ovansidan bildas av hår som är gråaktig vid roten, ljus i mitten och brun vid spetsen. Undersidans hår är däremot mörkgrå vid roten och ljusgul till vitaktig på spetsen. Det finns en ganska tydlig gräns mellan dessa färger. På svansen är håren glest fördelade. Artens smala huvud kännetecknas av en lång och spetsig nos, små ögon och avrundade öron. Crocidura flavescens har fem fingrar och tår vid händer respektive fötter.

## Utbredning och habitat
Denna näbbmus förekommer i södra och sydöstra Sydafrika samt i angränsande området av Lesotho, Swaziland och Moçambique. Den lever i låglandet och i bergstrakter upp till 1500 meter över havet. Habitatet utgörs av savanner som huvudsakligen är täckta av gräs samt av trädgårdar.

## Ekologi
Crocidura flavescens är främst aktiv under skymningen och gryningen. När honor inte är brunstiga lever varje individ ensam. Reviren markeras med körtelvätska och med avföring som har en intensiv lukt. Antagligen överlappar territorier av exemplar från olika kön. Denna näbbmus gräver ibland jordhålor som gömställe. Den besöker ofta trädgårdar och byggnader. Arten kan klättra på murar eller klippor men den klättrar sällan i växtligheten.
Födan utgörs främst av ryggradslösa djur som kompletteras med några gnagare och i sällsynta fall med kadaver. Hos arten dokumenterades även koprofagi. I fångenskap dödade näbbmusen till och med en pufform (Bitis arietans). Före ungarnas födelse bygger honan ett nästa av växtdelar på en gräsklump eller i en bergsspricka. Mellan augusti och april har honor flera kullar. Dräktigheten varar 28 till 36 dagar och sedan föds upp till sju ungar, vanligen fyra. Modern bär ungarna under första veckan i munnen. Sedan går de i den för flera näbbmöss typiska gåsmarschen och håller varandra i svansen. Ungarna diar sin mor 18 till 22 dagar och de blir könsmogna efter två eller tre månader.
Crocidura flavescens jagas av ugglor, mårddjur och manguster. Tamkatter som dödar en näbbmus lämnar den oftast oäten. Annars lever denna näbbmus cirka 18 månader i naturen. I fångenskap blir arten ibland 2,5 år gamla.
Arten har olika pipande och kvittrande läten för kommunikationen inklusive läten i ultraljud. Dessa ljud används inte för ekolokaliseringen.